# Partido judicial de Orense
El Partido judicial de Orense es uno de los 45 partidos judiciales en los que se divide la comunidad autónoma de Galicia, siendo el partido judicial n.º 1 de la provincia de Orense de los 9 partidos judiciales de dicha provincia.
Comprende las localidades de:
Allariz, Amoeiro, Baños de Molgas, Barbadás, Coles, Esgos, Maceda, Nogueira de Ramuín, Orense, Paderne de Allariz, Parada de Sil, Pereiro de Aguiar, La Peroja, San Ciprián de Viñas, Taboadela, Toén, Villamarín, Junquera de Ambía, Junquera de Espadañedo